# 内裤超人
《内褲超人》是由美国的作家戴夫·皮尔奇创作的人物兼漫画作品。剧情讲述两位四年级男孩乔治（George）和哈洛（Harold），他们虽然经常闯祸和喜欢恶作剧却发明了“内裤超人”，而内裤超人的超能力被称作内裤神功。获得过美国童书委员会年度最佳童书奖、美国《出版家周刊》年度最佳图书奖和国际阅读协会儿童选书大奖。改编电影为《内裤队长》。

## 人物
乔治（George）
哈洛（Harold）
内裤超人（Captain Underpants）

### 敌人
尿布博士
吃人马桶
外星大嘴妖
史屁多教授
疯狂女老师

## 其他媒體

### 電影
- 《內褲隊長》（2017）

### 電視
- 《內褲隊長歷險記（英语：The Epic Tales of Captain Underpants）》（2018–2020）